# Schachbundesliga 2020/21 (Österreich, Frauen)
Die Saison 2020/21 war die zehnte Spielzeit der österreichischen Frauenbundesliga im Schach.
Aufgrund der COVID-19-Pandemie nahmen nur vier der zehn startberechtigten Mannschaften teil und spielten ein einfaches Rundenturnier aus. Der Titelverteidiger SK Erste Bank Baden setzte sich erneut durch, ein Auf- und Abstieg war nicht vorgesehen.
Zu den gemeldeten Mannschaftskadern der teilnehmenden Vereine siehe Mannschaftskader der österreichischen 1. Bundesliga im Schach 2020/21 (Frauen).

## Tabelle
| Pl. | Verein                              | Sp | G | U | V | MP    | Brett-P.  |
| --- | ----------------------------------- | -- | - | - | - | ----- | --------- |
| 01. | SK Erste Bank Baden (M)             | 3  | 3 | 0 | 0 | 06:0  | 08,0:04,0 |
| 02. | ASVÖ Pamhagen                       | 3  | 2 | 0 | 1 | 04:02 | 09,5:02,5 |
| 03. | SV Pillenkönig St. Veit an der Glan | 3  | 0 | 1 | 2 | 01:05 | 03,5:08,5 |
| 04. | SV Kärntner Stub’n Rapid Feffernitz | 3  | 0 | 1 | 2 | 01:05 | 03,0:09,0 |

Entscheidungen:
|     | Österreichischer Frauen-Meister: SK Erste Bank Baden |
| (M) | Meister der letzten Saison                           |

## Spieltermine und -orte
| Runde | Datum      | Beginnzeit | Spielort |
| ----- | ---------- | ---------- | -------- |
| 01    | 22.01.2021 | 16:00 Uhr  | Graz     |
| 02    | 23.01.2021 | 14:00 Uhr  | Graz     |
| 03    | 24.01.2021 | 10:00 Uhr  | Graz     |

## Kreuztabelle
| Ergebnisse | Ergebnisse                          | 01. | 02. | 03. | 04. |
| ---------- | ----------------------------------- | --- | --- | --- | --- |
| 01.        | SK Erste Bank Baden                 |     | 2½  | 2½  | 3   |
| 02.        | ASVÖ Pamhagen                       | 1½  |     | 4   | 4   |
| 03.        | SV Pillenkönig St. Veit an der Glan | 1½  | 0   |     | 2   |
| 04.        | SV Kärntner Stub’n Rapid Feffernitz | 1   | 0   | 2   |     |

## Die Meistermannschaft
| 1.            | SK Erste Bank Baden                                                         |
| Schachfiguren | Laura Unuk, Josefine Heinemann, Teja Vidic, Ivana Hreščak, Denise Trippold. |